# Shabat Jatán
El Shabat Jatán es la costumbre judía por la cual los hombres que van a contraer matrimonio participan en la lectura de la Torá y en las felicitaciones de su congregación para con su boda.

## Descripción
También conocido como Shabat Jatán (el Shabat del novio), es dentro de las costumbres matrimoniales judías, la tradición por la cual el novio acude a la sinagoga (generalmente el sábado previo al enlace) para leer fragmentos de la santa Torá, una lectura que en ocasiones se realiza para la comunidad congregada. El término lo utilizan las tradiciones sefardí y mizrají, no obstante, entre la comunidad asquenazí se denomina Aufruf, que en Yidis significa "llamada" (en el sentido de "convocatoria").
La lectura propiamente dicha se conoce como Aliyá a la Torá, literalmente "ascenso", puesto que el novio (en ocasiones la pareja) asciende a un púlpito conocido como bimah, para recitar las Sagradas Escrituras. Tras esto, la congregación entona la canción (Siman Tov u Mazel Tov) felicitando el enlace, y entre las comunidades sefardíes, se lanzan caramelos a los novios para desear un matrimonio dulce. Asimismo es tradicional que la familia del novio invite a un kidush festivo, comúnmente consistente en una bendición sobre el vino, o en un refrigerio.
Otras tradiciones de la religión judía, como la asquenazí, mantienen separados al novio y a la novia desde una semana antes del enlace, y por tanto la novia tiene una ceremonia similar a la del novio, pero independiente de esta, conocida como Shabat Kalá (el Shabat de la novia). Otra variación de la costumbre tiene lugar en la tradición Sefardí, que provee que tenga lugar el Sabbat posterior a la boda.

## Origen
El origen de esta práctica puede encontrarse en el sagrado  Talmud, en el cual se relata que el Rey Salomón (Shlomo HaMelech) había construido, en el primer Beit Hamikdash (Templo de Jerusalén) una gran puerta por la cual debían entrar los novios antes de su casamiento, para que toda la congregación los reconociera como tales. La costumbre de que la congregación acompañara a los contrayentes se ha mantenido a través del tiempo, si bien la presencia de la gran puerta ha acabado siendo suprimida, en tanto que otras modificaciones han ido añadiéndose, como el anteriormente mencionado kidush (santificación).